# Pattinaggio di figura ai IX Giochi asiatici invernali - Singolo femminile
La gara del singolo maschile si è svolta dall'11 al 13 febbraio 2024 al Heilongjiang Ice Events Training Centre Multifunctional Hall di Harbin, in Cina.

## Risultati
| Rank | Atleta                   | Nazione       | SP    | FS     | Totale |
| ---- | ------------------------ | ------------- | ----- | ------ | ------ |
| 1    | Kim Chae-yeon            | Corea del Sud | 71.88 | 147.56 | 219.44 |
| 2    | Kaori Sakamoto           | Giappone      | 75.03 | 136.87 | 211.90 |
| 3    | Hana Yoshida             | Giappone      | 68.76 | 136.44 | 205.20 |
| 4    | Sofia Samodelkina        | Kazakistan    | 63.31 | 125.12 | 188.43 |
| 5    | Zhu Yi                   | Cina          | 62.90 | 105.96 | 168.86 |
| 6    | An Xiangyi               | Cina          | 62.96 | 98.75  | 161.71 |
| 7    | Kim Seo-young            | Corea del Sud | 51.23 | 99.31  | 150.54 |
| 8    | Tara Prasad              | India         | 49.17 | 99.17  | 148.34 |
| 9    | Cathryn Limketkai        | Filippine     | 45.28 | 91.91  | 137.19 |
| 10   | Sofiya Farafonova        | Kazakistan    | 45.63 | 79.64  | 125.27 |
| 11   | Sofia Frank              | Filippine     | 43.55 | 76.50  | 120.05 |
| 12   | Joanna So                | Hong Kong     | 36.22 | 76.52  | 112.74 |
| 13   | Larisa Vahitova          | Turkmenistan  | 37.56 | 74.68  | 112.24 |
| 14   | Chow Hiu Yau             | Hong Kong     | 38.11 | 73.73  | 111.84 |
| 15   | Daria Snegovskaia        | Kirghizistan  | 40.21 | 66.60  | 106.81 |
| 16   | Kelly Elizabeth Supangat | Indonesia     | 30.58 | 67.77  | 98.35  |
| 17   | Niginabonu Jamoliddinova | Uzbekistan    | 27.88 | 67.81  | 95.69  |
| 18   | Maral-Erdene Gansukh     | Mongolia      | 30.64 | 54.72  | 85.36  |
| 19   | Misheel Otgonbaatar      | Mongolia      | 26.32 | 55.30  | 81.62  |
| 20   | Afrina Diyanah           | Malaysia      | 24.29 | 56.20  | 80.49  |
| 21   | Teekhree Silpa-Archa     | Thailandia    | 25.15 | 44.95  | 70.10  |
| 22   | Sevinch Rakhimova        | Uzbekistan    | 18.09 | 51.63  | 69.72  |
| 23   | Vipanun Hetrakul         | Thailandia    | 22.17 | 39.99  | 62.16  |
| 24   | Kai Er Goh               | Malaysia      | 19.73 | 37.70  | 57.43  |
| 25   | Ayna Ekayeva             | Turkmenistan  | 16.97 | DNA    | DNA    |